# Мічуріно (Чамзінський район)
Мічу́ріно (рос. Мичурино, ерз. Мичурино) — село у складі Чамзінського району Мордовії, Росія. Адміністративний центр Мічурінського сільського поселення.

## Населення
Населення — 412 осіб (2010; 458 у 2002).
Національний склад (станом на 2002 рік):
- росіяни — 73 %